# Mehaigne
Pour les articles homonymes, voir Mehaigne (homonymie).
Mehaigne (en wallon Mouhagne) est une section de la commune belge d'Éghezée située en Région wallonne dans la province de Namur.
C'était une commune à part entière avant la fusion des communes de 1977.
Au 1er janvier 2023 Mehaigne comptait 688 habitants soit une augmentation de 121 habitants en 10 ans.

## Évolution démographique
- Source: DGS, 1831 à 1970=recensements population, 1976= habitants au 31 décembre

## Patrimoine et culture

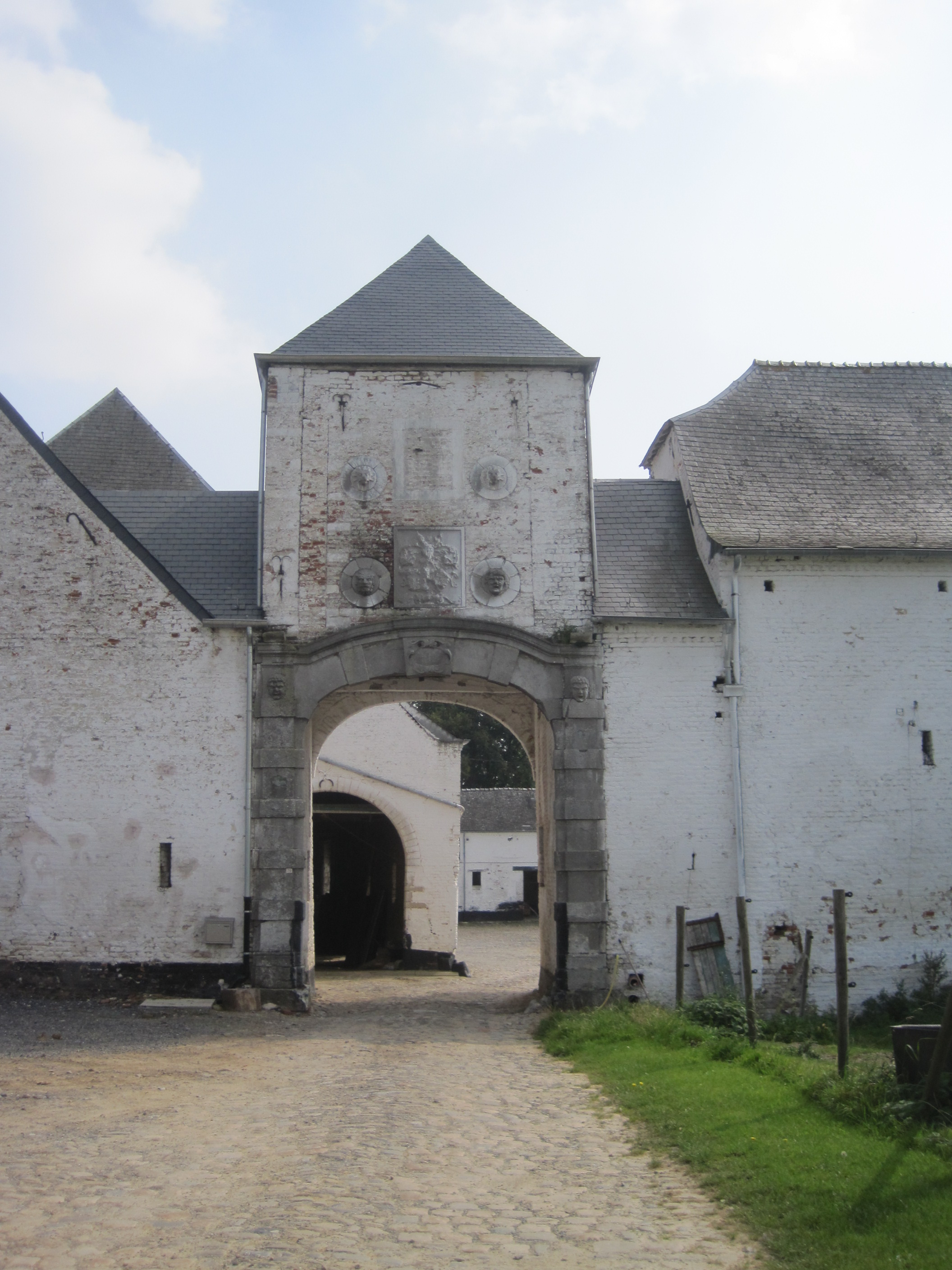
Ferme du Monceau à Mehaigne, classée en 1981.

### Patrimoine architectural
- Eglise Saint-Pierre. Edifice de style néo-classique, construit en plusieurs étapes au XIXe siècle : la tour construite en 1833 fut rehaussée en 1892 par l'architecte Lermigneaux qui avais réalisée le vaisseau et le chœur de 1870 à 1873[2].
- Ferme du Monceau. Propriété qui est vendue en 1612 par les archiducs Albert et Isabelle à Maximilien de Jamblinne[3].

## Galerie

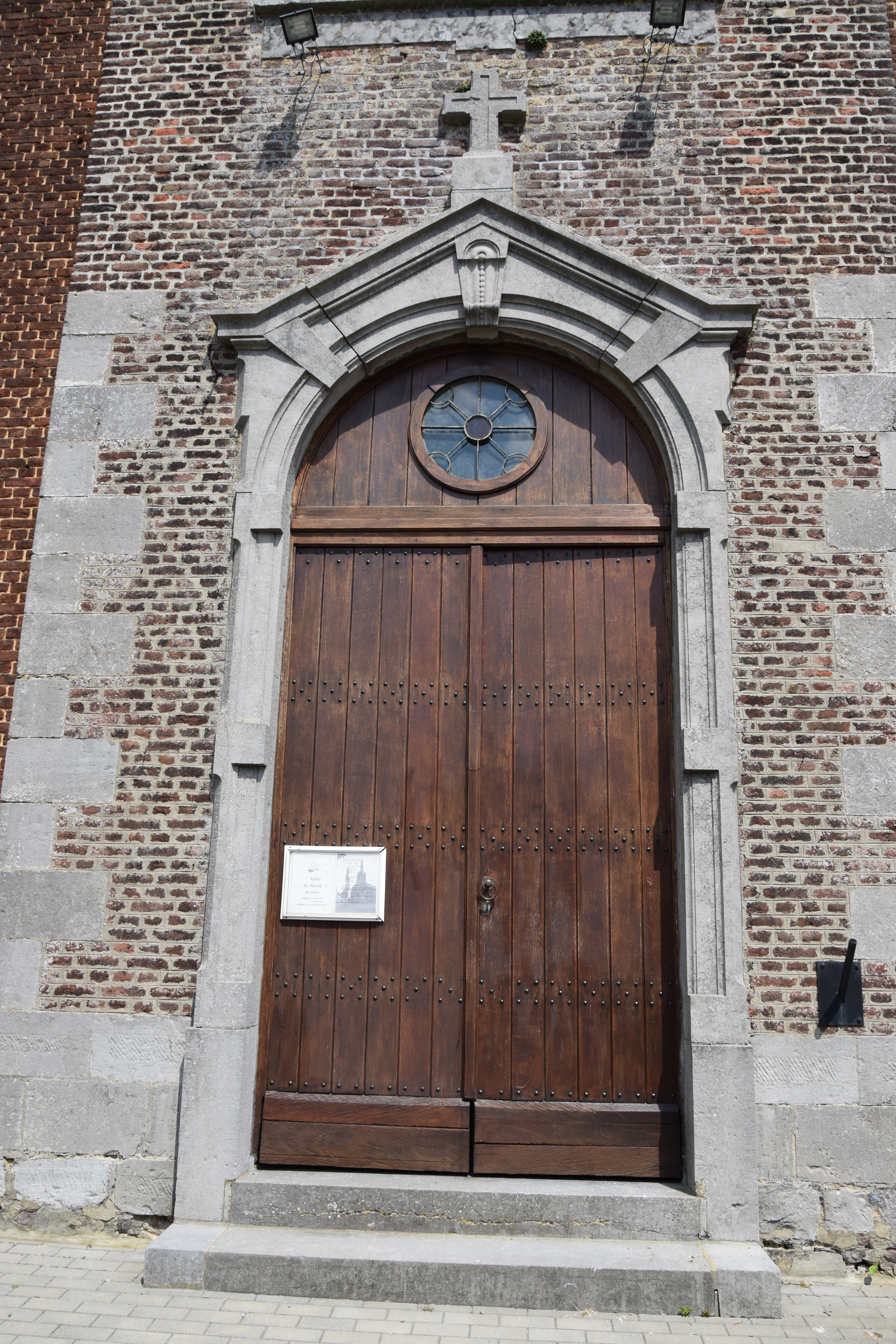
Portail de l'église Saint-Pierre.
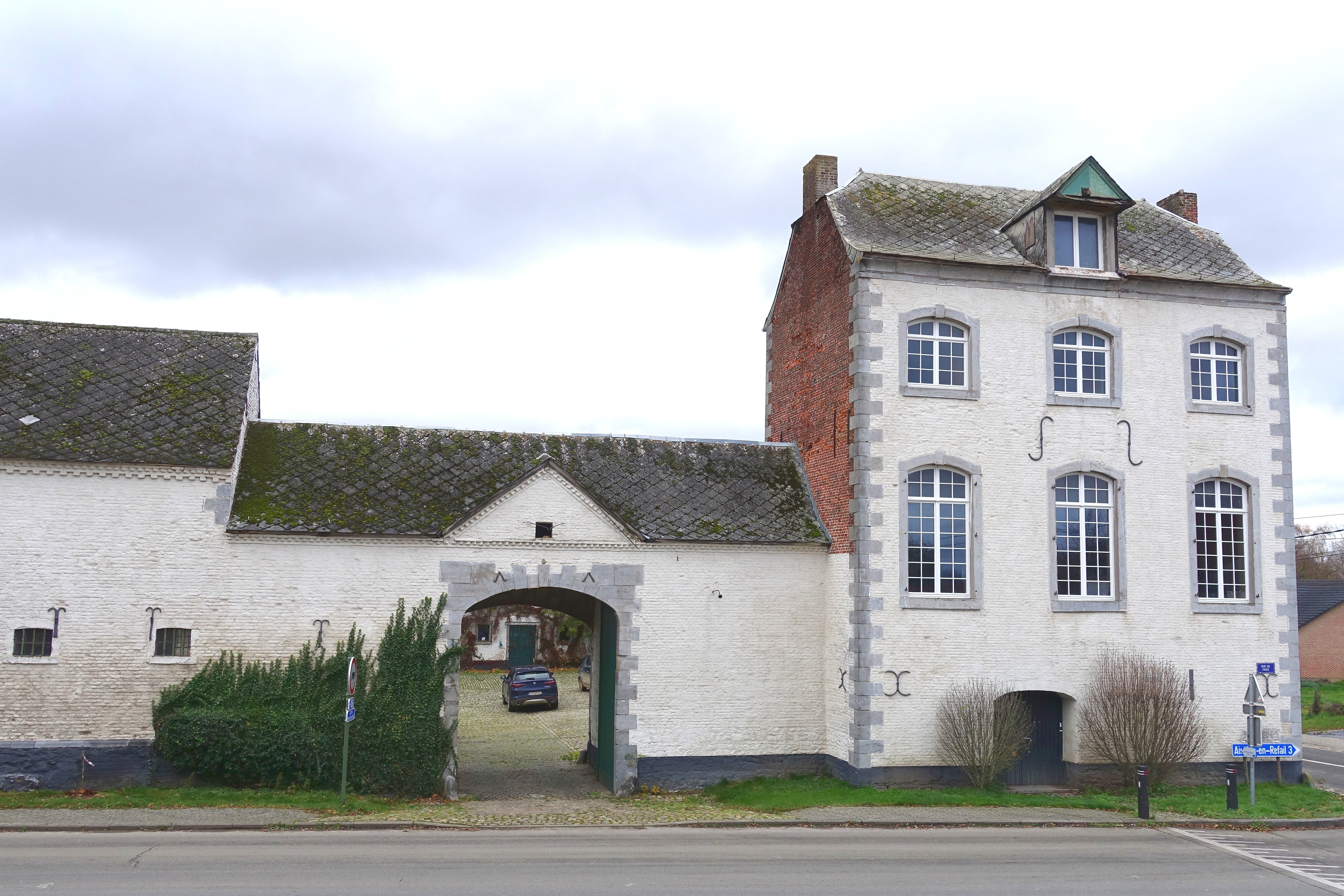
Ferme du Chateau en Mehaigne.
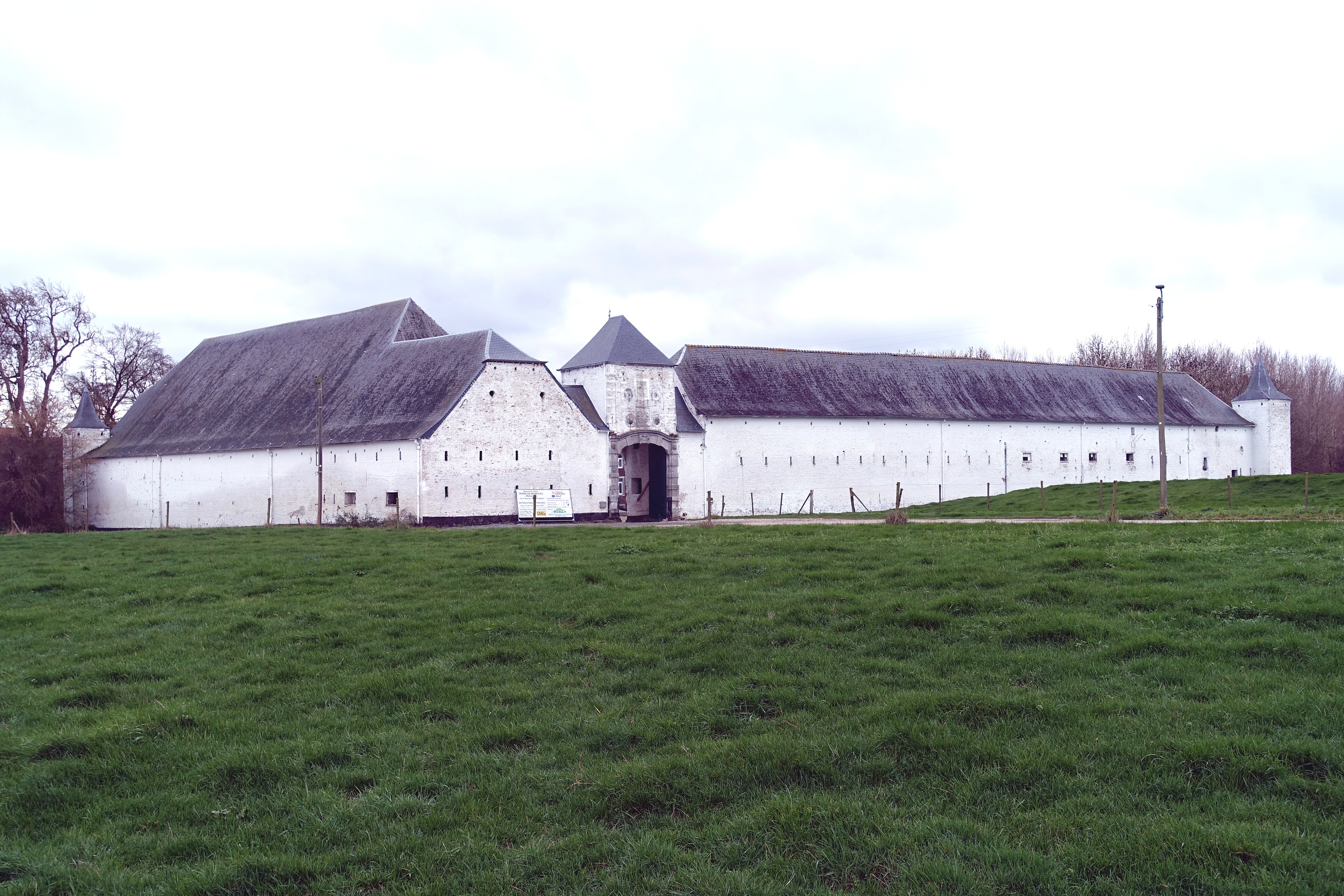
Ferme du Monceau.
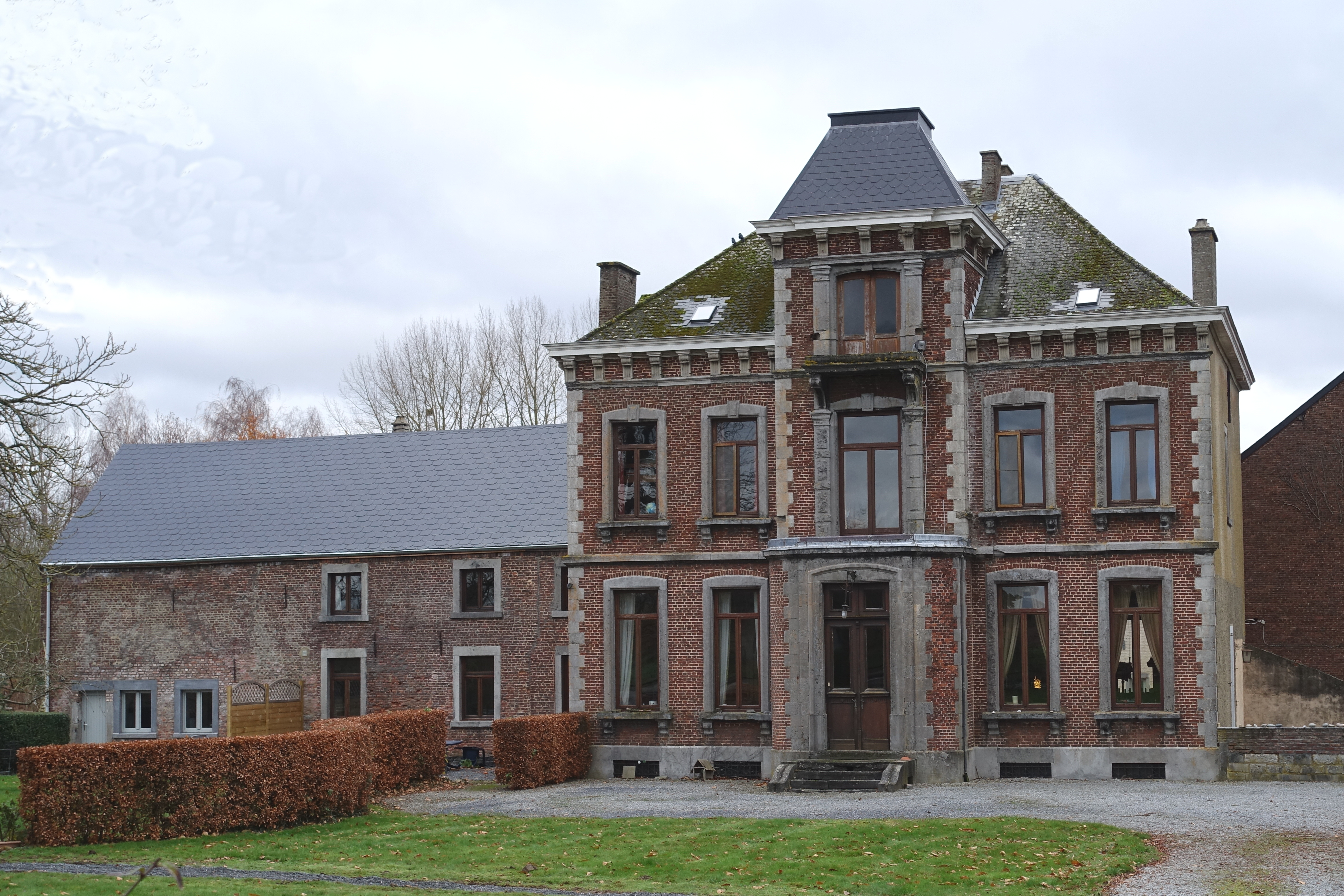
Ferme Au-dela de l'Eau.
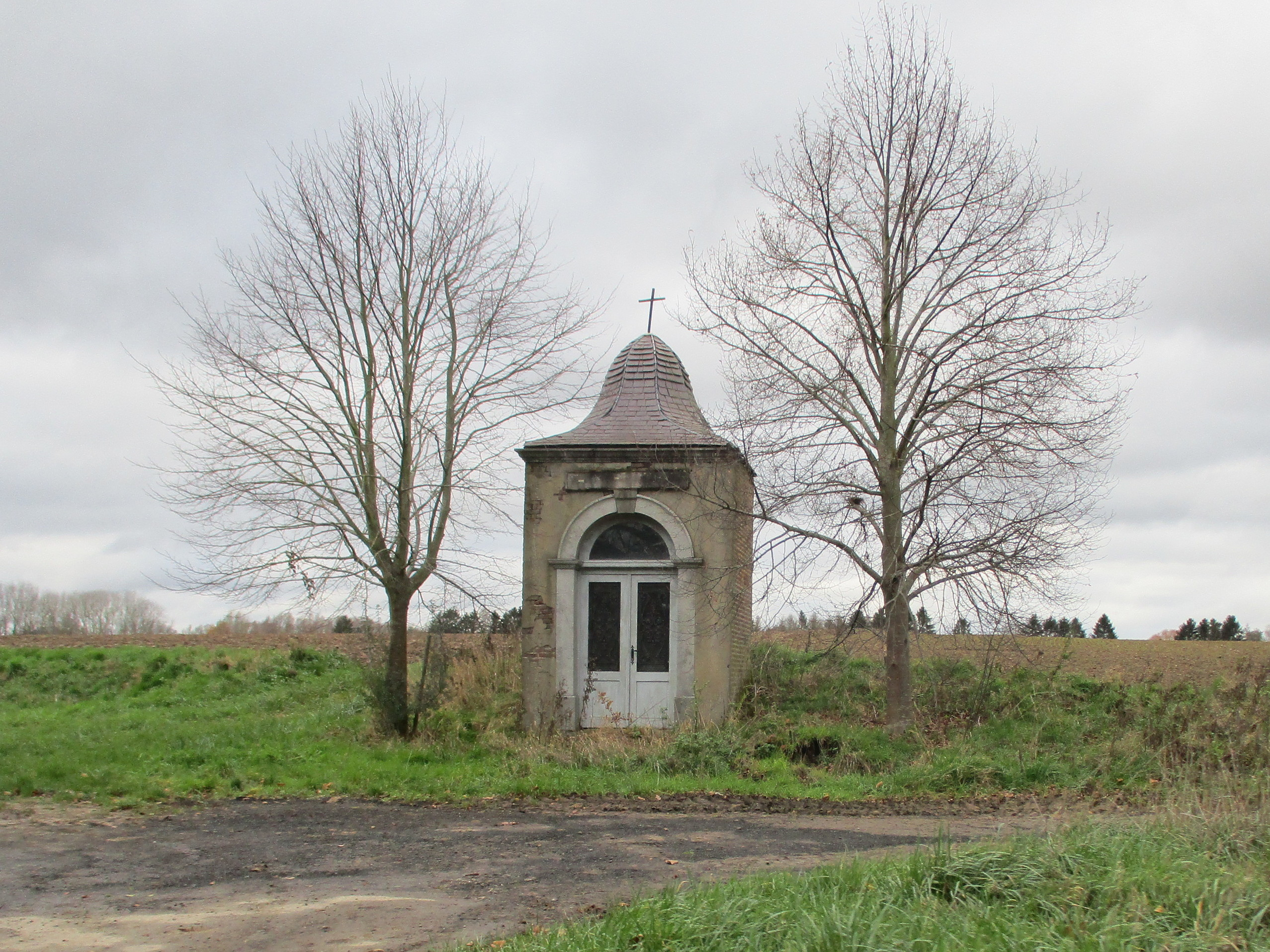
Chapel Notre Dame des Affligés.